# Yu-Gi-Oh!-Sammelkartenspiel

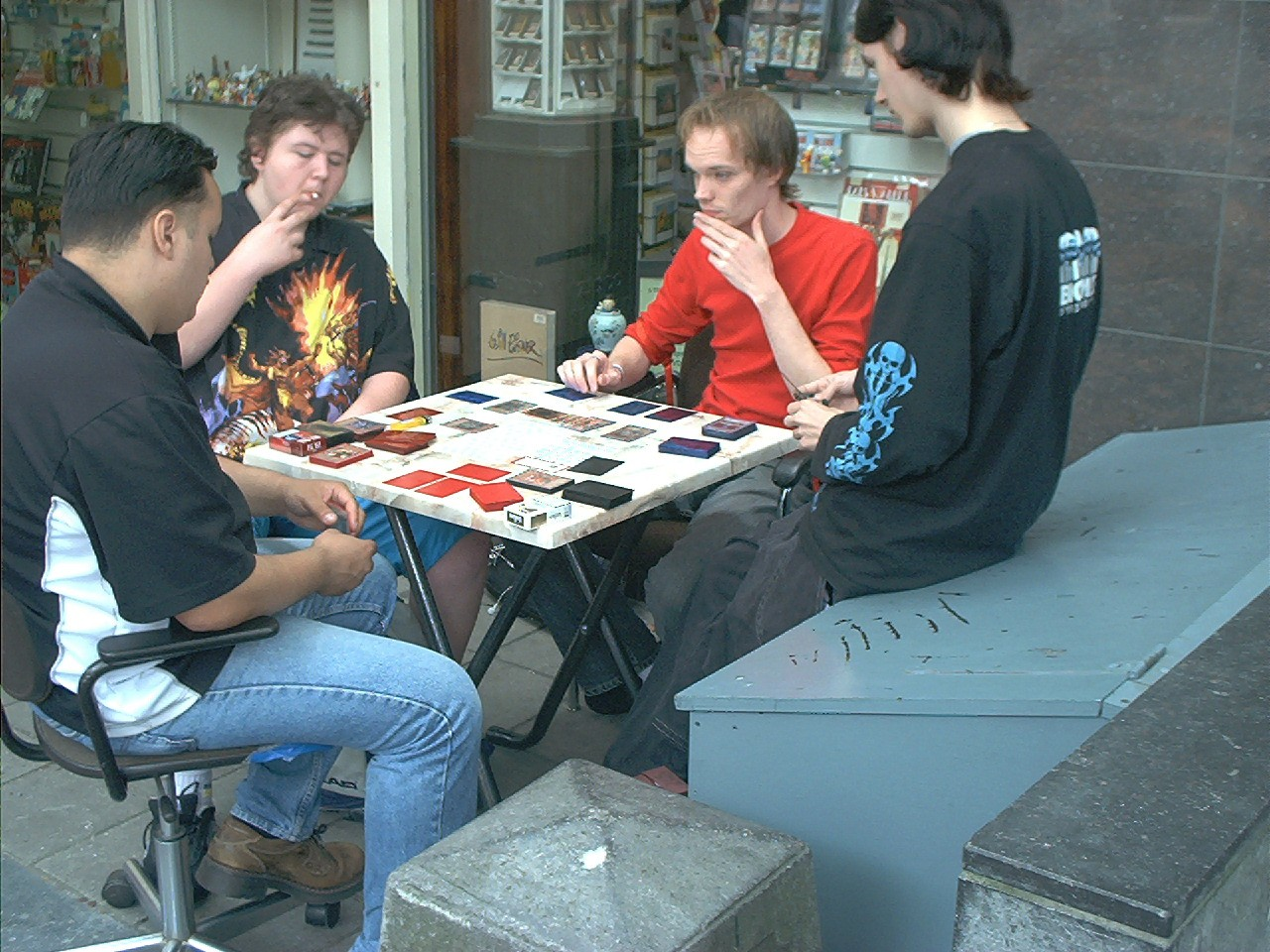
Kartenspieler beim Duell.

Yu-Gi-Oh! ist ein Sammelkartenspiel des japanischen Unternehmens Konami. Das Spiel wurde im Februar 1999 in Japan veröffentlicht. Außerhalb Asiens wurden die Karten von 2002 bis Ende 2008 vom amerikanischen Unternehmen Upper Deck als exklusiver Vertriebspartner vertrieben, nach einem Rechtsstreit übernahm Konami auch hier wieder den Vertrieb.
Es existieren seit 1999 mehr als 12.421 verschiedene Karten (Stand: 6. April 2024), deren Zahl sich regelmäßig durch Erweiterungssets erhöht. Bis 2006 wurden 15,88 Milliarden Karten verkauft. Konami bewarb sich daraufhin für einen Eintrag des Spiels im Guinness-Buch der Rekorde als meistverkauftes Kartenspiel. Im Jahr 2011 waren es 25,1 Milliarden verkaufte Karten.
Ursprünglich war das Sammelkartenspiel als Merchandisingartikel zum gleichnamigen Manga Yu-Gi-Oh! gedacht, der von 1996 bis 2004 im japanischen Magazin Shōnen Jump erschien, und der von 2000 bis 2004 auch als Anime verfilmt wurde. Heute erfreut sich das Spiel weltweit großer Beliebtheit, so dass in vielen Ländern, darunter Japan, der USA und Deutschland nationale Turniere ausgetragen werden, aber auch internationale Wettkämpfe.

## Konzeption des Spiels
Die Spieler, Duellanten genannt, besitzen jeweils ein Deck mit Karten und wechseln sich während eines Duells mit ihren Zügen ab, die ihrerseits in mehrere Phasen unterteilt sind und für die unterschiedliche Regeln gelten. Jeder Spieler beginnt das Duell mit 8000 Lebenspunkten und einem Deck aus mindestens 40 Karten und höchstens 60 Karten, aus dem die Starthand, bestehend aus fünf Karten, gezogen wird.
Ein Match besteht aus maximal drei Duellen. Sieger ist, wer zwei Duelle für sich entscheiden kann oder ein Duell bei zwei Unentschieden. Fusions-, Synchro-, Xyz- und Link-Monsterkarten befinden sich in einem eigenen Stapel, dem Extradeck, dies besteht aus maximal 15 Karten. Ziel des Duells ist es, die gegnerischen Lebenspunkte auf 0 zu reduzieren. Man hat auch verloren, wenn man während der Draw Phase oder, weil ein Effekt dies erfordern würde, keine Karte mehr ziehen kann. Außerdem gibt es einige wenige Karten, mit denen alternative Siegbedingungen möglich sind (z. B. die Exodia-Karten).
Im Vergleich zur Serie unterscheiden sich die Regeln teilweise recht deutlich, so sind beispielsweise eigentlich nicht existierende Karten oder abgewandelte existierende Karten oder auch unmögliche Kartenkombinationen zu sehen, die den Spielverlauf oftmals drastisch ändern. In der Serie starten die Protagonisten auch mit nur 4000 Lebenspunkten, was gerade jüngere Spieler dazu veranlasst, ebenso nur mit diesem Startwert zu spielen.

## Spielfeld
Das Spielfeld besteht je Spieler aus mehreren Zonen:
- 1 Extradeckzone (früher Fusionsdeckzone. Wurde umbenannt, nachdem 2008 die Synchromonster eingeführt wurden)
- 1 Extramonsterkartenzone (Einführung mit Link-Monstern)[9]
- 1 Friedhof (rechts neben dem Friedhof ist eine Kartenzone für die Karten, die aus dem Spiel entfernt bzw. verbannt wurden. Dafür ist auf der Unterlage kein eigenes Feld vorgesehen.)
- 1 Deckzone
- 5 Monsterkartenzonen
- 5 Zauber-/Fallenkartenzonen (davon 2 Pendelzonen für die 2014 eingeführten Pendelmonster)
- 1 Spielfeldzone (für Spielfeldzauberkarten)

## Spielphasen
Draw Phase: In dieser Phase zieht man die oberste Karte seines Decks. Seit dem 14. Juli 2014 darf der Spieler, der das Duell eröffnet, keine Karte ziehen; er beginnt also mit 5 Karten, statt wie bisher mit 6.
Standby Phase: In dieser Phase werden manche Effekte gemäß ihrem Effekttext ausgeführt. Ansonsten passiert in dieser Phase nichts.
Main Phase 1: In dieser Phase kann man Monster beschwören und Zauber- und/oder Fallenkarten setzen. Es kann dabei nur ein Monster als Normal- oder Tributbeschwörung beschworen oder verdeckt gesetzt werden. Man kann nur eine Pendelbeschwörung durchführen. Die Anzahl der Spezialbeschwörungen sind dagegen nicht begrenzt, wozu die Ritual-, Fusions-, Synchro-, Xyz- und Linkbeschwörungen zählen. Die Kampfposition von Monstern, die nicht in diesem Spielzug beschworen wurden, kann einmal geändert werden.
Battle Phase: In dieser Phase können eigene Monster gegnerische Monster attackieren. Sind keine Monster auf dem gegnerischen Feld, können die Lebenspunkte des Gegners direkt angegriffen werden. Dabei erhält der Gegner Schaden in Höhe der Angriffspunkte (ATK) des attackierenden Monsters. Während des ersten Spielzugs des Spielers, der das Duell eröffnet, kann jedoch noch nicht angegriffen werden.
Main Phase 2: Identisch mit der Main Phase 1. Da die Main Phase 2 nur nach der Battle Phase stattfindet, wird im ersten Spielzug die Main Phase 2 übersprungen.
End Phase: In dieser Phase werden manche Effekte gemäß ihrem Effekttext ausgeführt. Sollten sich in dieser Phase mehr als sechs Karten auf der eigenen Hand befinden, müssen so viele Karten auf den Friedhof abgelegt werden, bis man nur noch 6 Karten auf der Hand hat. Das Reduzieren der Handkarten ist die letzte Aktion des Spielzugs.
Anschließend beginnt der Zug des nächsten Spielers.

## Deckarten
In dem Sammelkartenspiel von „Yu-Gi-Oh!“ gibt es verschiedene Deckarten, um einen Spieler zu besiegen, z. B.:
- Burn-Deck: Dieses Deck verfolgt die Strategie, die Lebenspunkte des Gegners mit Karteneffekten auf 0 zu verringern, es vermeidet dabei Angriffe mit Monstern und spielt Karten mit hoher DEF. Gegen solche Decks helfen Karten, die den Schaden reduzieren, annullieren oder auf den Gegner zurückwerfen.

- Shift-Deck: Das Shift-Deck verfolgt die Strategie, möglichst viele Karten aus dem Spiel zu verbannen, um die Handlungsfähigkeit des Gegners massiv einzuschränken und dadurch Vorteile zu erwirtschaften und diese für sich zu nutzen.

- Beatdown-Deck: Beatdown-Decks setzen darauf viele starke Monster zu beschwören, um die Lebenspunkte des Gegners durch viele Angriffssalven auf 0 zu bringen.
- Control-Deck: Solche Decks können auf vielseitige Weise aufgebaut sein, sie versuchen über einen Längeren Spielverlauf die Oberhand über die Partie zu gewinnen, indem sie dem Gegner die Ressourcen nehmen und ihn mit Effekten aufhalten, um so das Spiel schlussendlich für sich zu entscheiden.

- FTK (first turn kill): In der ersten Runde, bevor der Gegner am Zug ist, kann man ihn besiegen. Konami bemüht sich stets, solche Decks und/oder solche Combos zu unterbinden, da diese dem eigentlichen Spielprinzip widersprechen („Yu-Gi-Oh! should be fast, fun and exciting“ zu dt. „Yu-Gi-Oh! soll schnell, spaßig und aufregend sein“).

- OTK (one turn kill): In einer Runde kann man die Life Points des Gegners, meist durch Angriffe, auf 0 bringen. Oft werden dafür sehr viele Monster in einer Runde beschworen (swarming) und Zauber- oder Fallenkarten des Gegners beseitigt.

- Deck-Destruction-Deck: Hier wird das Deck des Gegners vernichtet, indem etwa Karten mit Effekten vom Deck auf den Friedhof gelegt werden.

- Exodia-Deck: Dieses Deck baut darauf auf, möglichst schnell alle 5 Karten der Exodia-Serie (Exodia die Verbotene, Linker/Rechter Arm der Verbotenen, Linkes/Rechtes Bein der Verbotenen) zu ziehen, um so mit dem Effekt von Exodia die Verbotene das Duell sofort zu gewinnen.

- F.I.N.A.L.-Deck: Man kann das Spiel in 5 Runden gewinnen, wenn man die Fallenkarte Schicksalstafel (F) ausspielt und jede weitere Runde von der Hand oder dem Deck eine Zauberkarte Geisternachricht (I, N, A, L) aktiviert.

- Final Countdown-Deck: Man gewinnt das Duell in 20 Zügen bzw. 10 Runden, wenn die gleichnamige Zauberkarte Letzter Countdown erfolgreich aktiviert wird.
- Anti-Deck: Diese Deckart spielt darauf, die im Moment auf Turnieren am häufigsten anzutreffende Decks (Meta-Decks) zu stören und zu blockieren und ihn somit bestenfalls zu besiegen. Dies geschieht z. B. mit Karten, die Spezialbeschwörungen verhindern können.

- Meta-Deck: Ein Meta-Deck ist ein Deck, das momentan Turniere gewinnt bzw. die Chance auf einen Sieg hat und sehr oft gespielt wird. Diese Art von Decks trifft man am häufigsten an, da sie eine dem Spielprinzip entsprechende Strategie durchzuführen suchen. Die Stärke und Beständigkeit eines Meta-Decks wird in sogenannte „Tier“-Stufen eingeteilt.

Ist ein Deck in einem Format besonders durchsetzungsfähig, so ist es ein höheres „Tier“ als andere Meta-Decks.
Außerdem kann man Decks anhand von Monstertypen (Unterweltler, Aqua, Pyro, Drachen, Maschinen, Zombie etc.), Kombinationen von Monstertypen und Themen (Karakuri-Machina-Plant, Zombie-Plant etc.), Eigenschaften (Licht, Finsternis, Wind, Feuer, Wasser, Erde), Themen (X-Säbel, Schwarzflügel, Ewig Infernal, Ritual, Fusion, Synchro, Finstere Welt, Karakuri, Geistertrick etc.) oder auch anhand des Namens der Karten (was im Hinblick auf die Schreibweise der japanischen Namen der Karten oftmals deutlich wird) zusammenstellen.
Jedes Deck hat seine eigene Taktik, Stärken und Schwächen. Die Strategiemöglichkeiten werden ständig erweitert, da immerzu neue Erweiterungen des Kartenspiels erscheinen.

## Kartentypen
Die Karten lassen sich drei Grundtypen zuordnen – Monster-, Zauber- und Fallenkarten –, von denen der Spieler 40-60 Karten zu einem Deck zusammenstellt. Die meisten „guten“ Decks bestehen aus 40 Karten. Jede Karte darf insgesamt höchstens dreimal im Main Deck, Side Deck und/oder Extra Deck enthalten sein, wobei die Anzahl der einzelnen Karten durch die Banned & Restricted List, zu dt. Limitierte und Verbotenen Kartenliste, vierteljährlich aktualisiert und dem momentanen Meta Game angepasst wird.

### Monsterkarten
Im Gegensatz zu Zaubern oder Fallen sind Monsterkarten in eigene Kartenarten einzuteilen:
- Normale Monster: Kein Effekt, stattdessen steht in der Textbox ein Flavortext.
- Effektmonster: Besitzen durch den aufgedruckten Effekt besondere Fähigkeiten.
- Ritualmonster: Um ein Ritualmonster zu beschwören, muss die im Kartentext aufgeführte Ritualzauberkarte aktiviert werden. Anschließend müssen Monster (im Normalfall) von der eigenen Hand bzw. der eigenen Spielfeldseite als Tribut angeboten werden, deren gemeinsame Stufe gleich (oder größer) der Stufe des Ritualmonsters ist. Ritualmonster können auch Effektmonster sein.
- Fusionsmonster: Fusionsmonster werden aus dem Extra Deck beschworen. Dazu benötigt man Karten, welche fusionieren können (z. B. Polymerisation), sowie die auf dem Fusionsmonster aufgeführten Materialmonster, außer der Effekttext des Fusionsmonster besagt etwas anderes. Die verwendeten Monster werden im Normalfall auf den Friedhof gelegt. Fusionsmonster können auch Effektmonster sein.
- Synchromonster: Synchromonster werden aus dem Extra Deck beschworen. Dazu wird die auf der Karte vermerkte Anzahl von aufgedeckten Empfänger- und Nicht-Empfänger-Monster von der eigenen Spielfeldseite benutzt. Die Stufe der geforderten Monster muss dabei gleich der Stufe des Synchromonsters sein. Synchromonster können auch Effektmonster sein.
- Xyz-Monster (Ik-Seez gesprochen): Xyz-Monster werden aus dem Extra Deck beschworen. Dazu müssen (normalerweise 2 oder mehr) offene Monster mit der gleichen Stufe von der eigenen Spielfeldseite „überlagert“ werden. Bei der Beschwörung bleiben die Materialmonster auf dem Spielfeld (werden laut Regelheft und Spielmechanik aber nicht als solche behandelt), werden unter das Xyz-Monster gelegt und können auch für deren Effekte dienen; Besitzt ein Xyz-Monster keine Xyz-Materiale mehr, können seine Effekte solange nicht mehr benutzt werden. Xyz-Monster besitzen keine Stufe, sondern einen Rang. Dieser Rang entspricht der Stufe der verwendeten Xyz-Materialmonster. Xyz-Monster können auch Effektmonster sein.
- Pendelmonster: Hierbei handelt es sich um eine Mischung aus Monster- und Zauberkarten — also um Hybriden. Die Kartenart unterscheidet sich in Form und Aufbau von den bekannten Karten. Die Farbe der Karte spiegelt die Mischform wider. So ist der untere Bereich grün (wie bei Zauberkarten). Der obere Bereich übernimmt die Farben der Monsterkarten (als Beispiel gelb, orange oder schwarz). Sie werden grundsätzlich als Monster behandelt, gelten jedoch als Zauberkarte, wenn sie in einer der beiden Pendelzonen liegen. Jede Pendelmonsterkarte verfügt über einen sog. Pendelbereich. Zur Visualisierung dienen 2 farbige Pfeile (links „blau“, rechts „rot“), neben diesen ist jeweils ein numerischer Wert abgebildet — der Pendelbereich. Dieser hat keine eigenständige Funktion, er definiert lediglich, welche Monster mithilfe der Beschwörungsart „Pendelbeschwörung“ beschworen werden können. Der Zugspieler kann eine Pendelbeschwörung pro Spielzug in der Main Phase durchführen, wobei er beliebig viele Monster von seiner Hand (und beliebig Monster von seinem Extradeck in seine Extra-Monsterzone und in Zonen, auf die ein roter Pfeil eines Linkmonsters zeigt) beschwören, deren Stufe zwischen den Stufen der beiden Pendelbereiche der Karten in seinen Pendelzonen liegt.
- Link-Monster: Linkmonster werden aus dem Extra Deck beschworen. Dazu müssen Monster vom Spielfeld auf den Friedhof gelegt werden in Höhe der Linkzahl des zu beschwörenden Monsters. Linkmonster können dabei nur in eine Extra-Monsterzone oder in eine Zone, auf die der rote Pfeil eines Monsters zeigt beschworen werden. Link-Monster können auch Effektmonster sein.

### Zauberkarten
Die Typen von Zauberkarten unterscheidet man durch ein rechts oben aufgedrucktes Symbol. Es sind keine unterschiedlichen Kartentypen. Zauberkarten können nur im eigenen Spielzug aktiviert werden.
- Normale Zauberkarten: Der Effekt auf der Karte wird ausgeführt.
- Schnellzauberkarten: Diese Zauber können sowohl im eigenen als auch im gegnerischen Zug aktiviert werden. Zur Aktivierung im gegnerischen Zug muss sie jedoch wie eine Fallenkarte gesetzt werden.
- Permanente Zauberkarten: Karte bleibt permanent, bzw. so lange, wie der Kartentext es bestimmt, auf dem Feld.
- Spielfeldzauberkarten: Karte wird auf einem Extrafeld auf dem Spielfeld abgelegt (jedem Spieler steht 1 solches Feld zur Verfügung). Der Effekt des Spielfeldzaubers wirkt global und kann somit auch dem Gegner nutzen. Jeder Spieler kann 1 aktive Spielfeldzauberkarte kontrollieren; aktiviert ein anderer Spieler einen Spielfeldzauber, wird der eigene nicht zerstört. Bis vor dem 14. Juli 2014 konnte auf dem Spielfeld nur 1 aktivierter Feldzauber liegen; wurde ein neuer Feldzauber aktiviert, wurde der bisher aktive Feldzauber durch die Spielmechanik zerstört.
- Ausrüstungzauberkarten: Diese Karte wird an ein aufgedecktes Monster ausgerüstet und beeinflusst dieses. Wird das Monster verdeckt, zerstört oder verlässt das Spielfeld, wird auch die Ausrüstungskarte (durch eine Spielmechanik) zerstört und auf den Friedhof gelegt.
- Ritualzauberkarten: siehe Ritualmonster

### Fallenkarten
Die Typen von Fallenkarten unterscheidet man durch ein rechts oben aufgedrucktes Symbol. Es sind keine unterschiedlichen Kartentypen. Fallenkarten können in den Zügen beider Spieler aktiviert werden, müssen aber vorher verdeckt auf das Spielfeld gesetzt werden. In dem Zug, in dem sie gesetzt wurden, können sie nicht aktiviert werden.
- Normale Fallenkarten: Der Effekt auf der Karte wird ausgeführt.
- Permanente Fallenkarte: Karte bleibt permanent, bzw. so lange, wie der Kartentext es bestimmt, auf dem Feld, kann aber von anderen Karten zerstört werden.
- Konterfallenkarte: Fallen, mit denen auf alles reagiert werden kann, solange die Bedingungen zur Aktivierung stimmen. Konterfallenkarten besitzen die höchste Zaubergeschwindigkeit (3) und nur andere Konterfallen können auf Konterfallen reagieren.

### Farbliche Einordnung
Die Kartentypen lassen sich farblich passend einordnen:
- gelb / hellbraun: normale Monster
- dunkelorange / braun: Effektmonster
- dunkelviolett: Fusionsmonster
- hellblau: Ritualmonster
- blau mit Hexagon-Muster: Link-Monster
- weiß / Silber: Synchromonster
- schwarz: Xyz-Monster
- Farbe der Monster-Gattung / grün: Pendelmonster
- grün: Zauberkarten
- hellviolett / pink: Fallenkarten

Neben dem Spielen macht auch das Tauschen von Karten einen wesentlichen Reiz an den Sammelkarten aus. Um neue Karten zu erwerben, kann man sich entweder die Karten kaufen oder sie mit anderen Spielern tauschen. Der Tauschwert einer Karte richtet sich nach ihrer aktuellen Spielstärke, ihrer Seltenheit und den individuellen Bedürfnissen der Tauschenden.

## Seltenheitsstufen
1. Common-Karten: Normale Karten, nur das Hologramm in der Ecke rechts unten glitzert. Sieben der Neun Karten in einem Booster. Vor 2016 war jede Karte außer einer üblicherweise in einem Booster eine Common.
2. Rare: Nur die Schrift glitzert silbern und das Hologramm in der rechten Ecke. In jedem regulären Booster eines Displays ist ein Exemplar enthalten, also insgesamt 24 pro Display.
  1. Colored-Rare: Nur die Schrift glitzert in bestimmten Farben (wie blau, grün, rot, gelb) und das Hologramm in der rechten Ecke. Eine solche Karte wird nur als Teilnahmepreis bzw. Gewinn bei Duelist League-Turnieren vergeben.[10]
3. Starfoil-/Mosaic-/Shatterfoil Rare: Die Karten ähneln den Commons, sind jedoch mit einer glitzernden Schicht überzogen, bei welcher bei den Starfoils Sterne, bei Mosaic Rares kleine Rechtecke und Quadrate und bei den Shatterfoils Scherben-ähnliche Fragmente zum Vorschein kommen. Eingeführt mit Battle Pack: Epic Dawn (Starfoil), Battle Pack 2: War of the Giants (Mosaic) und Battle Pack 3: Monster League (Shatterfoil).
4. Super Rare: Nur das Bild und das Hologramm unten rechts glitzern. Seit 2016 ist in jedem Booster meist eine Super Rare enthalten. Des Weiteren gibt es Sets, in denen Super Rares als Ersatz für Commons zum Großteil in einem Booster enthalten sind (Bspw. Hidden Arsenal).
5. Ultra Rare: Die Schrift glitzert golden und sowohl das Bild, als auch das Hologramm unten rechts in der Ecke, glitzern. Diese Karten können seit 2016 die in einem Booster enthaltene Super Rare ersetzen.
6. Ultimate Rare: Die Schrift, das Bild, der Textrahmen, der Kartenrand, die Levelsterne sowie das Hologramm unten rechts glitzern und sind eingestanzt, so dass man sie fühlen kann. Man konnte bis 2016 in einem regulären Booster die Karten sowohl in den Seltenheitsstufen Rare, Super Rare und Ultra Rare, als auch in diesem Format erhalten; dies war weit seltener, was den Wert dieser Karten entsprechend erhöht. Seit 2016 sind keine Ultimate Rares mehr in frei verkäuflichen Boostern enthalten nur noch in offiziellen Turnier-Boostern wie dem OTS Tournament Pack oder dem Astral Pack.
7. Secret Rare: Die Schrift glitzert silbern oder„regenbogenfarben“ und auf dem Bild erkennt man silbern glitzernde Streifen, die parallel über die Karte verlaufen, und das Hologramm rechts unten glitzert. Sie sind zumeist Beilage von Konsolenspielen, ab der Serie The Shining Darkness sind sie ein-, seltener zweimal und im Ra Yellow Mega Pack sogar 24 mal pro Display vorhanden. Die Wahrscheinlichkeit liegt daher bei 1:23. Früher 1:32. Sie können die Super bzw. Ultra Rare in einem Booster ersetzen.
8. Starlight Rare: Ähnlich wie Secret Rare, nur dass die silbern glitzernden Streifen nicht parallel, sondern rechtwinklig zueinander verlaufen. Zudem ist der Kartenrand gleichfalls giltzernd. Erstmals erschienen sind die Starlight Rares in Rising Rampage am 25. Juli 2019. Je 2-3 Cases (Case = 12× Displays, 1× Display = 24 Booster) ist eine Starlight Rare enthalten. Starlight Rares sind aufgrund ihrer extremen Seltenheit und ihres besonderen Aussehens her sehr beliebt und erzielen nicht selten Preise von mehreren Hundert Euro[11].
9. Gold Rare: Die Schrift, das Bild, der Textrahmen, die Levelsterne, der Kartenrand, sowie das Hologramm in der Ecke rechts unten glitzern golden. Diese Karten gibt es nur in den Gold Series Boostern (drei pro Pack), Premium Gold Boostern oder der Dark Sides of Dimension Movie Pack Gold Edition (In jedem Pack fünf).
10. Ghost Rare: Die Schrift glitzert „Regenbogenfarben“ und das Bild ist verspiegelt und dreidimensional. Es handelte sich dabei immer um das „Covermonster“ der Boosterserie, welches vorne auf der Verpackung zu sehen ist, weswegen es auch nur sehr wenige Karten mit dieser Seltenheitsstufe gibt. Es handelte sich hierbei um die höchste Seltenheitsstufe, bis zur Einführung der Starlight Rares, da eine dieser Karten im Durchschnitt nur in jedem achten Display zu finden waren. Die Wahrscheinlichkeit lag daher bei etwa 1:192. Seit 2016 sind im TCG Sets keine Ghost Rares mehr enthalten. Das OCG-Gegenstück ist die Holographic Rare. Die Ghost Rare soll ab dem 24. September 2020 in dem Set Legendary Duelists: Rage of Ra wieder Einzug ins TCG finden.[veraltet] Das Aussehen soll jedoch nicht unerheblich geändert werden.
11. Ghost-Gold Rare: Die Schrift glitzert golden, das Bild ist verspiegelt, dreidimensional und der Textrahmen, die Levelsterne, der Kartenrand, sowie das Hologramm in der Ecke rechts unten glitzern golden. Diese sind ebenfalls seit 2016 nicht mehr erhältlich.
12. Gold Secret Rare: Auf einer solchen Karte werden die Besonderheiten einer Gold Rare und einer Secret Rare vereint, erstmals in Premium Gold eingeführt.
13. Platinum Rare: Bis auf die Textbox und das Eigenschaftssymbol ist die komplette Vorderseite der Karte, ähnlich der Gold Rares und Platinum Secrets Rares mit einer Folie überzogen, die den Karten einen silbrigen Glanz gibt; bisher nur im Noble Knights of the Round Table Box-Set erhältlich.
14. Platinum Secret Rare: Diese Seltenheit vereint die Eigenschaften einer Secret Rare, Gold Rare und Ultimate Rare, allerdings sind diese Karten mit einer silbernen Folie überzogen, anstatt einer goldenen, zudem sind sie nicht gestanzt. Eingeführt mit den 2014 Mega-Tins. Das OCG-Gegenstück ist die Extra Secret Rare.
15. Parallel Rare: Die gesamte Karte glitzert. Man kann ähnlich wie bei Secret Rare Karten auch Streifen oder Kästen, die sich über die ganze Karte verteilen, sehen. Diese Karten gibt es entweder bei der Hobby-Liga als Preis zu gewinnen oder lässt sich in bestimmten Boostern finden.
16. Shortprints: Shortprints sind keine besondere Seltenheitsstufe, sind jedoch seltener als andere Karten der gleichen Seltenheitsstufe. Oft werden kuriose Karten (hauptsächlich Commons) oder besonders wertvolle Karten (hauptsächlich Secret Rares) seltener gedruckt. Dadurch entsteht eine künstliche Deflation, weshalb mehr Booster (Displays, Cases) gekauft werden müssen, um die gewünschten Kopien einer Karte zu erhalten.

Von Stufe zu Stufe werden die Karten wertvoller, jedoch trifft auch diese Regel nicht immer zu, da Promo Karten und Sets mit vielen Karten einer höheren Seltenheitsstufe (Bspw. Hidden Arsenal) einfach zu erhalten sind bzw. viele Karten einer höheren Seltenheitsstufe nicht unbedingt eine hohe Nachfrage durch geringe Verwendbarkeit haben. Im Umkehrschluss gibt es jedoch auch viele Karten einer geringeren Seltenheitsstufe die, wenn sie eine hohe Nachfrage haben, sehr viel wertvoller sein können (Bspw. Emporkömmling Goblin). Gold Rare, Ghost Gold Rare, Parallel Rare und Farbig Rare können, da sie nicht in den Hauptsets auftauchen, nicht in ein solches Schema eingeordnet werden.

## Produkte
Die Booster des Yu-Gi-Oh!-Sammelkartenspiels lassen sich den sechs bisher veröffentlichten Animeserien zuordnen. In Deutschland sind bis dato 74/77 (deutschsprachige - exkl. Legacy of Darkness, Pharaonic Guardian und Magician’s Force) (Original: 11/14, GX: 13, 5D’s: 12, ZEXAL: 12, ARC-V: 12, VRAINS: 12, SEVENS: 4) Erweiterungen der Hauptserie erschienen. Neben den Serien-Boostern gibt es auch Booster zu speziellen Anlässen, zum Beispiel ein neuer Film im Anime, charakterbasierte Booster oder ein jährliches Best-Of.
Neben den Boostern des Yu-Gi-Oh!-Sammelkartenspiels werden auch Starter und Structure-Decks verkauft. Dies sind bereits vorbereitete Decks die entweder zum Einstieg, oder themenbasiert hergestellt werden.
Sie können nach Kauf auch mit anderen Karten erweitert werden.

## Turniere

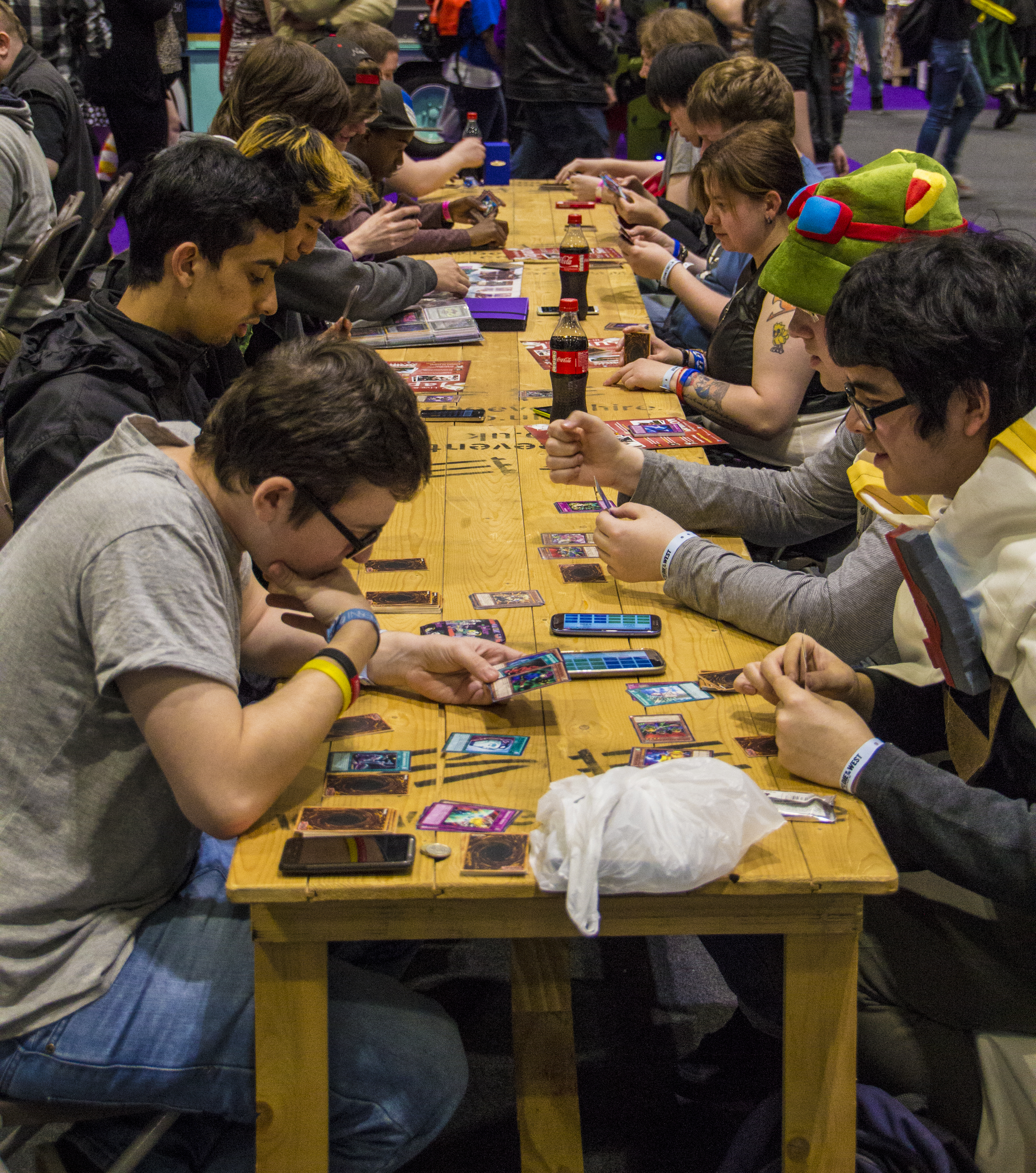
Yu-Gi-Oh!-Spieler auf der London Comic Con 2014

Spieler können sich auf Turnieren und Meisterschaften messen. Zu den Turnieren zählen:
- Yu-Gi-Oh!-Europameisterschaft (Qualifikation durch Regionals, Nationalmeisterschaft oder YCS erforderlich)
- Yu-Gi-Oh! Championship Series (kurz: YCS)
- Nationale Meisterschaften[8]
- Weltmeisterschaft[8]
- Regionals
- Sealed Play
- Draft Play
- diverse Ligaturniere
- Duelist League Turniere
- Turniere in Hobbyligen
- Charity Cups (kurz vor Weihnachten)
- Summer Tour (für Anfänger geeignet)

Nicht mehr durchgeführt werden folgende Turnierserien:
- Fortune Tour (ehemals Pharao Tour)
- Summer Cup
- Winter Cup
- Metropolitan Masters